# Sot de Ferrer
Sot de Ferrer és un municipi valencià que es troba a la comarca de l'Alt Palància. Limita amb Sogorb, Soneixa (de la mateixa comarca) i Algar de Palància (de la comarca del Camp de Morvedre).

## Geografia
El terme municipal de Sot de Ferrer té una extensió de 8,60 km² i està travessat pel riu Palància. La població es troba a la vall del riu, que ací comença el seu curs baix, i és l'última localitat que encara veu passar aigua per la llera en condicions normals. El nucli urbà es troba molt prop del curs fluvial, a una altitud de 230 metres.

## Història
La primera notícia del poble es remunta a l'any 1236, quan hi havia a l'actual terme 3 alqueries musulmanes. En 1245, després de l'ocupació cristiana, va pertànyer a Hurtado de Lihori, qui li donà el nom de Sot i va edificar-hi un palau al voltant del qual va anar creixent el caseriu. Més avant va passar pel senyoriu dels Val de Corranza. Fins al segle xvi, la població es denominava Soto del Governador, i va canviar a l'actual denominació per la influència del cognom del governador, Jaume Ferrer. Sembla que la població formava part del territori que integrava el senyoriu de la Vall d'Almedíxer, i fins a l'any 1609 va estar habitat exclusivament per sarraïns.

## Demografia
| 1900 | 1910 | 1920 | 1930 | 1940 | 1950 | 1960 | 1970 | 1981 | 1991 | 2000 | 2005 | 2007 |
| ---- | ---- | ---- | ---- | ---- | ---- | ---- | ---- | ---- | ---- | ---- | ---- | ---- |
| 934  | 946  | 774  | 689  | 653  | 671  | 595  | 503  | 443  | 413  | 422  | 470  | 484  |

## Economia
La seua economia és exclusivament agrària, dedicada al cultiu de taronges i nispros. Cavanilles cita en Sot de Ferrer unes pedreres de marbre que mai no han sigut explotades.

## Política i govern

### Composició de la Corporació Municipal
El Ple de l'Ajuntament està format per 7 regidors. En les eleccions municipals de 26 de maig de 2019 foren elegits 4 regidors del Partit Socialista del País Valencià (PSPV-PSOE) i 3 del Partit Popular (PP).
| Eleccions municipals de 26 de maig de 2019 - Sot de Ferrer                                                       |                                          |                                     |                                     |      |          |          |
| Candidatura | Candidatura                              | Candidatura                         | Cap de llista                       | Vots | Vots     | Regidors |
| | Partit Socialista del País Valencià-PSOE |                                     | Ramón Martínez Peiró                | 171  | 54,63%   | 4 (+1)   |
| | Partit Popular                           |                                     | Vicente Juste García                | 139  | 44,41%   | 3 ()     |
| | Altres candidatures                      |                                     |                                     |      |          | 0 ( -1)  |
| | Vots en blanc                            |                                     |                                     | 3    | 0,96%    |          |
| Total vots vàlids i regidors                                                                                     | Total vots vàlids i regidors             | Total vots vàlids i regidors        | Total vots vàlids i regidors        | 313  | 100 %    | 7        |
| | Vots nuls                                | Vots nuls                           | Vots nuls                           | 6    | 1,88%    |          |
| Participació (vots vàlids més nuls)                                                                              | Participació (vots vàlids més nuls)      | Participació (vots vàlids més nuls) | Participació (vots vàlids més nuls) | 319  | 89,86%** |          |
| Abstenció | Abstenció                                | Abstenció                           | Abstenció                           | 36*  | 10,14%** |          |
| Total cens electoral                                                                                             | Total cens electoral                     | Total cens electoral                | Total cens electoral                | 355* | 100 %**  |          |
| Alcalde: Ramón Martínez Peiró (PSPV) (15/06/2019) Per majoria absoluta dels vots dels regidors                   |                                          |                                     |                                     |      |          |          |
| Fonts: JEC, JEZ Sogorb, Periòdic Ara. (* No són vots sinó electors. ** Percentatge respecte del cens electoral.) |                                          |                                     |                                     |      |          |          |

### Alcaldia
Des de 2015 l'alcalde de Sot de Ferrer és Ramón Martínez Peiró, del Partit Socialista del País Valencià (PSPV).
| Període                           | Alcalde o alcaldessa         | Partit polític | Data de possessió | Observacions |
| --------------------------------- | ---------------------------- | -------------- | ----------------- | ------------ |
| 1979–1983                         | Eduardo Romero Ribelles      | PSPV-PSOE      | 19/04/1979        | --           |
| 1983–1987                         | Eduardo Romero Ribelles      | PSPV-PSOE      | 28/05/1983        | --           |
| 1987–1991                         | Francisco Bada Bover         | AP             | 30/06/1987        | --           |
| 1991–1995                         | Ramón Bover Rodríguez        | PSPV-PSOE      | 15/06/1991        | --           |
| 1995–1999                         | Ramón Bover Rodríguez        | PSPV-PSOE      | 17/06/1995        | --           |
| 1999–2003                         | Ramón Bover Rodríguez        | PSPV-PSOE      | 03/07/1999        | --           |
| 2003–2007                         | Antonio Bada Bover           | PP             | 14/06/2003        | --           |
| 2007–2011                         | Josep Antoni Estellés Gràcia | PSPV-PSOE      | 16/06/2007        | --           |
| 2011–2015                         | Vicente Jaime Juste Garcia   | PP             | 11/06/2011        | --           |
| 2015–2019                         | Ramón Martínez Peiró         | PSPV-PSOE      | 13/06/2015        | --           |
| 2019-2023                         | Ramón Martínez Peiró         | PSPV-PSOE      | 15/06/2019        | --           |
| Des de 2023                       | n/d                          | n/d            | 17/06/2023        | --           |
| Fonts: Sistema d'Informació Local |                              |                |                   |              |

## Monuments

### Monuments religiosos

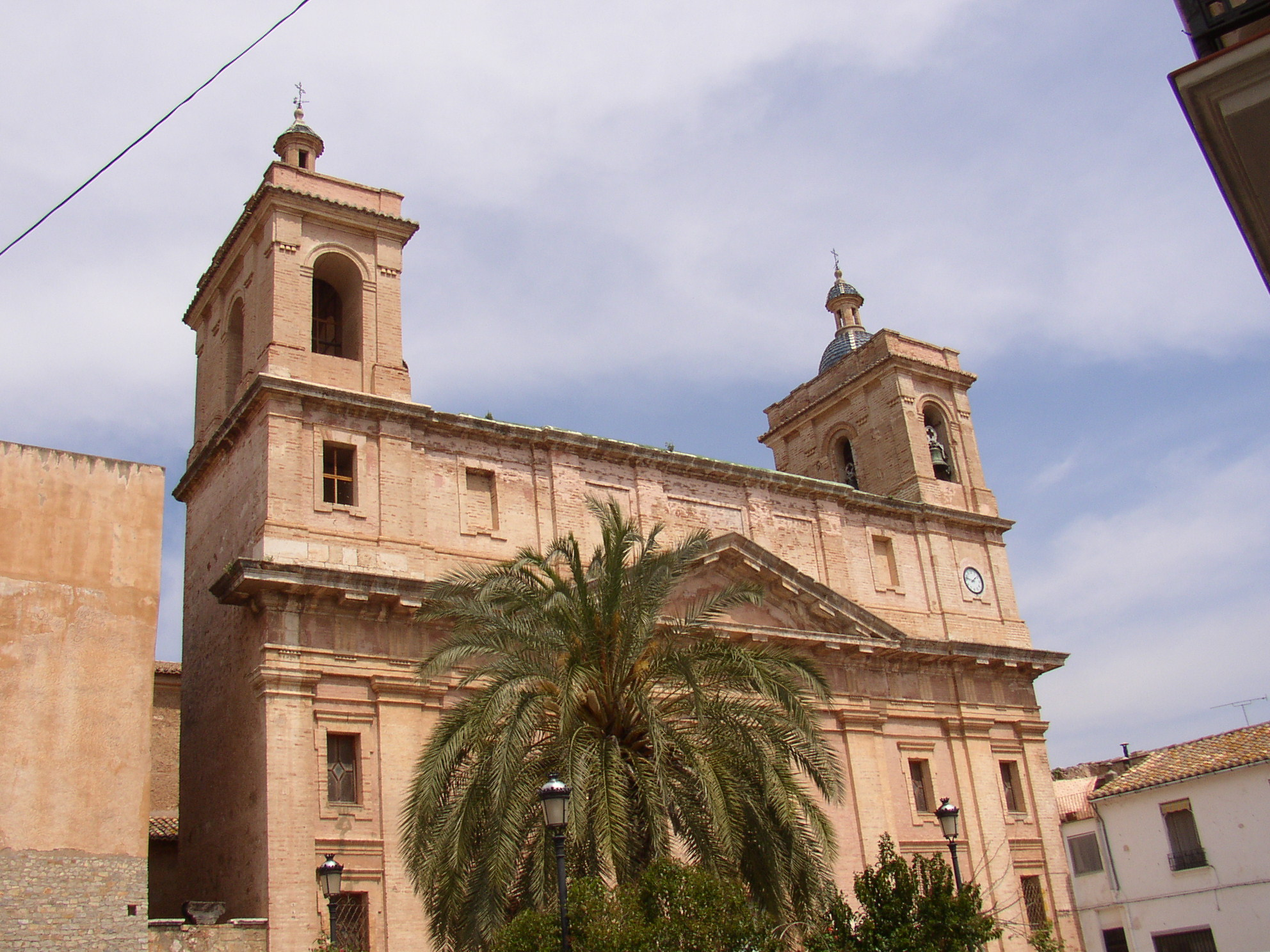
Església de la Immaculada.

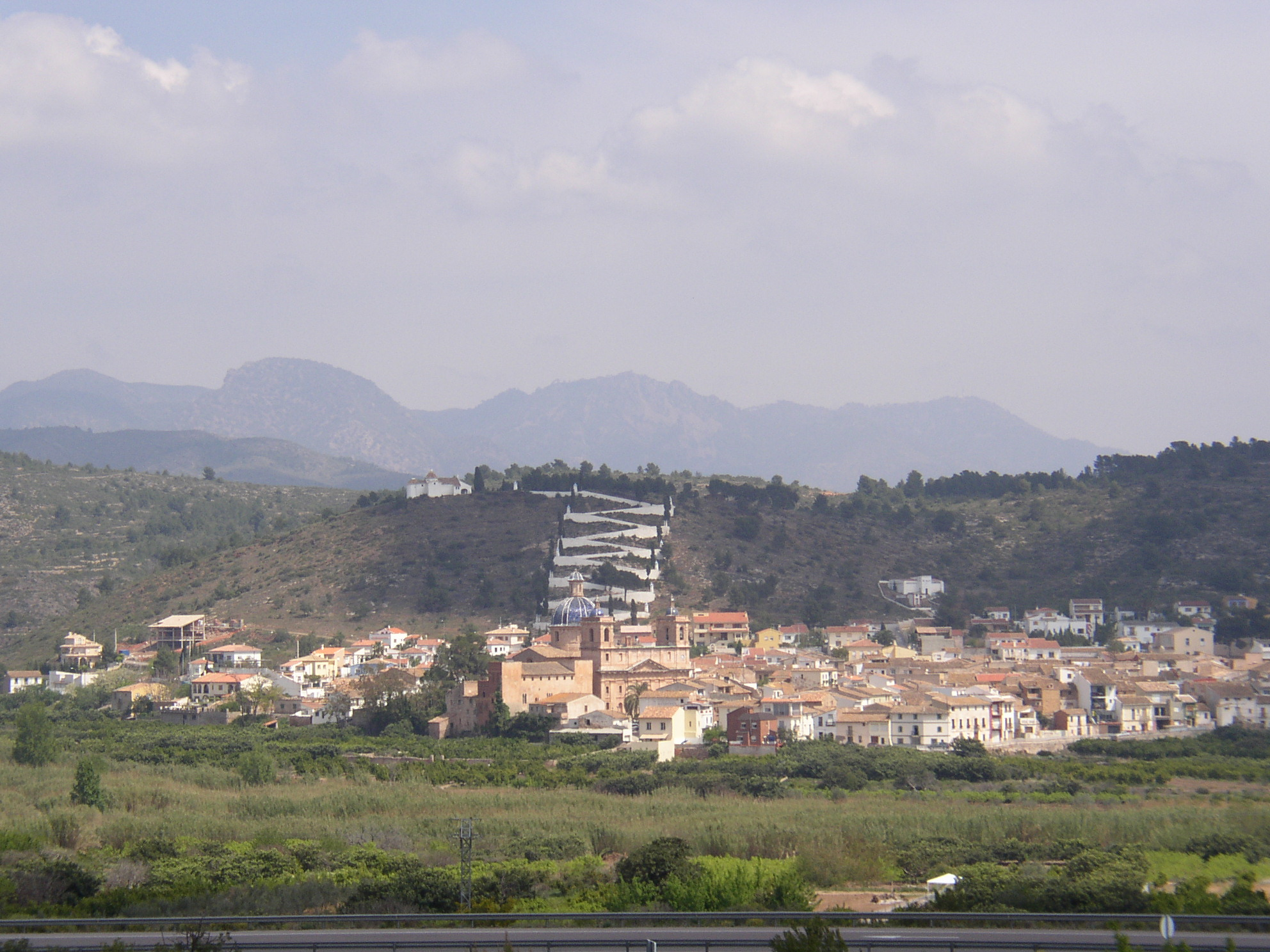
Vista de Sot de Ferrer amb el Calvari.

- Ermita de Sant Antoni. Del segle xvii, és un edifici de planta en creu llatina, i en la clau hi ha una cúpula elegant i proporcionada amb talla d'estil xorigueresc ben acusat, així com el seu presbiteri i creuer.

- Calvari. Del segle xix. Pel seu bon estat de conservació i l'espectacular camí emblanquinat, és una de les imatges típiques de la comarca de l'Alt Palància. El seu recorregut va des del nucli urbà fins a l'ermita de Sant Antoni.

- Església de la Immaculada. Del segle xviii, d'estil neoclàssic. Destaca sobretot per l'altar major, obra de Joan de Joanes, una de les més importants de la pintura renaixentista valenciana. És un oli sobre taula estant, format per dues parts principals. La inferior, en la qual apareix la Immaculada al centre, envoltada pels seus pares, i la superior, en la qual apareix Déu.

### Monuments civils

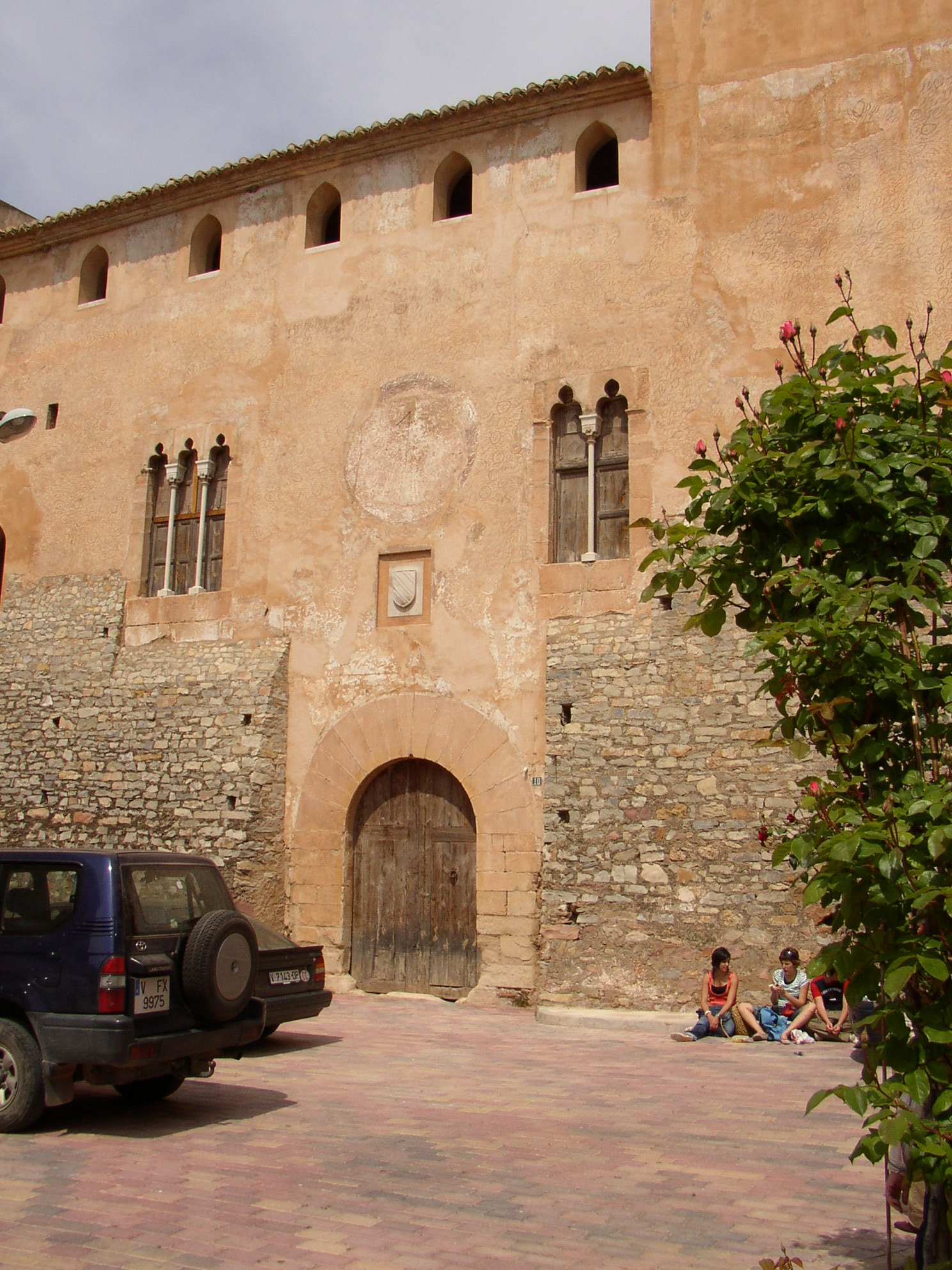
Palau del senyor.

- Palau del senyor. L'edifici, a partir del qual es va originar el municipi, és una construcció de calç, arena i pedra, d'estil gòtic, amb arquitectura ogival del segle xiii i detalls del gòtic tardà dels segles xiv i xv. La frontera presenta tres finestres coronelles de brancals de pedra amb ogives (la de dalt de la porta amb tres trevolats i un portallum, lamentablement desapareguda), que s'alcen sobre els seus repeus i, per l'extrem superior, sostenia el seu propi capitell, i este, les arrancades de les ogives.

- Forn i Molí del senyor.
- Pont del Palància. Del segle xviii.

## Festes i celebracions
- Festes d'estiu. Se celebren la segona setmana d'agost.
- Festes patronals. En honor de sant Antoni i el Crist de la Pietat. Se celebren durant el mes de juny.